# 178008 Picard
178008 Picard este o planetă minoră (asteroid) din centura de asteroizi. A fost descoperită pe 30 august 2006 la Saint-Sulpice de Bernard Christophe⁠(d). 
Obiectul prezintă o orbită caracterizată de o semiaxă mare de 3,1271333574582 UAi, o excentricitate de 0,31, o înclinație de 14,8 ° în raport cu ecliptica.